# Juan José Muñoz (político peruano)
Juan José Muñoz fue un sacerdote, abogado y político peruano. 
Fue diputado constituyente por el departamento del Cusco en el Congreso Constituyente de 1822 que elaboró la primera constitución política del país. También fue miembro del Congreso General Constituyente de 1827 por la provincia de Cañete. Dicho congreso constituyente fue el que elaboró la segunda constitución política del país.